# Interaktivní zpracování
Interaktivní zpracování v informatice je způsob práce s počítačem nebo počítačovým programem založený na obousměrné komunikaci neboli interakci počítačového systému s uživatelem. Je protikladem dávkového zpracování, při kterém je chování programu řízeno předem připravenými vstupními daty, parametry, konfiguračními soubory nebo skripty a zásah uživatele nebo operátora se nepředpokládá.
S liberalizací přístupu k počítačům způsobenou používáním osobních počítačů a s nástupem grafických uživatelských rozhraní, které interakci s uživatelem přímo předpokládají, jsou prakticky všechny masově rozšířené programy, jako textové procesory, tabulkové kalkulátory, webové prohlížeče, počítačové hry apod., interaktivní; uživatel zadává vstupní data, případně i příkazy průběžně nebo opakovaně. Pokud je komunikace velmi složitá, říkáme, že systém provádí sociální interakce, čehož se některé systémy snaží dosáhnout zavedením sociálních rozhraní. Dávkové zpracování se v současnosti omezuje na pouze na odborníky používané programy, které provádějí rutinní zpracování, mají velmi složité vstupy nebo velmi dlouhou dobu provádění (typickým příkladem jsou překladače programovacích jazyků, systémy zálohování dat, apod.). I tyto programy bývají často vybavovány interaktivním rozhraním, které umožňuje zadat vstupní data, spustit program, sledovat průběh jeho provádění a zobrazit výsledky.
Povahou interaktivního zpracování a jeho vlivu na uživatele se zabývá obor Human-computer interaction.